# Каратинці
Каратинці (самоназва кІкІирди) — нечисленний народ на заході Дагестану. Належить до андійських народів. На півночі і північному заході межують з аварцями і ботліхцями, на заході з хваршинами, на півдні з ахвахці.

## Історія
Люди на землях каратинців відомо з II тис. до н. е. Перші письмові згадки каратинців у складі держави Дідо сягають середини I тисячоліття до н. е. З XVI ст. виникає Каратинська громада — незалежний союз сільських громад, куди входили вільні скотарі і землероби-воїни. Захист території у разі раптового нападу ворога або викрадення громадських стад, гасіння пожеж була прямим і почесним обов'язком всіх каратинців. Ухилення від цих обов'язків суворо каралося до вигнання з суспільства. Інші громадянські обов'язки здійснювали по черзі. Навколо каратинської громади відома ціла система оборонних веж. Такі башти були в с. Арчо, біля с. Анчіх, Рачабулда і Інгерда. Башти, від яких збереглися лише залишки фундаменту, були високими і місткими. За переказами, одна вежа могла вмістити до 50 осіб.
У 1741 році каратинці об'єдналися з іншими союзами горян проти вторгнення до гірського Дагестану Надір-шаха, володаря Персії. У битві при с. Сограль перси зазнали поразки й відступили на південь.
Згідно Гюлістанського мирного договору 1813 року між Російською імперією та Персією територія Дагестану, зокрема й землі каратинців, відійшла до Росії. У визвольній боротьбі народів Дагестану і Чечні під керівництвом імама Шаміля каратинці включилися з 1830-х років. Після входження каратинської вільної громади до складу імамату вона втратила свою самостійність з республіканським правлінням, що тривала близько 2 тисячі років. До 1840-х років союз каратинців був одним з найзначніших опорних пунктів руху Шаміля. Тут зберігалася велика частина скарбниці імамату та артилерійський склад. Тут же була резиденція каратинського наїба, старшого сина і спадкоємця Шаміля — Казі-Магомеда. 1859 року в останній битві в аулі Гуніб імама Шаміля супроводжував загін каратинців у 250 вояків. Каратинець, прапороносець Хуні Багадур зображений на картині Т.Горшельдта «Мюрид з наїбським прапором».
Після завершення Кавказької війни каратинці увійшли до складу Каратинського наїбства Андійського округу. 1877 року спалахнуло нове повстання горян проти колоніальної політики. Загони каратинців 7 місяців чинили опір регулярним військам. Повстання було придушене, його керівників стратили, а на учасників наклали контрибуцію. 2007 року в с. Тадмагітлі на історичному полі битви відбулося відкриття пам'ятника цим воякам.
У 1921 році землі каратинців увійшли до складу Дагестанської АРСР, з 1991 року — Республіки Дагестан.

## Демографія
Загальна чисельність становить від 6,4 до 10 тис. осіб. Більша частина мешкає в 13 селах Ахвахського району Дагестану. Також каратинці проживають у Хасавюртовському та Ботліхському районах. Відомо про 6 каратинців у Білорусі. За останній час кількість каратинців зменшилося з 25 тис. Причина цього полягає в тому, що значна частина каратинців дедалі більше себе пов'язує з аварцями.

## Господарство
Розвинене відгінне тваринництво і орне землеробство. З давнини розводили переважно аварських і андійських овець, кіз, коней дагестанської породи, віслюків. На невеликих терасних, у багатьох випадках зрошуваних ділянках вирощували ячмінь, пшеницю, жито, овес, просо, полбу, боби, а з XIX ст. — кукурудзу та картоплю. Розвинені були ремесла: обробка вовни, металу, дерева, каменю.
Були відомими каратинські шалі, секрет виробництва яких на тепер загублений. Шалі неодноразово відзначалися медалями на загальноросійських та міжнародних ярмарках до 1914 року. Далеко за межами Дагестану був відомий і майстер Ах'улат з с. Карата — холодна зброя його виробництва вважалося одною з найкращих у регіоні. Шабля роботи майстра нині зберігається в музеї м. Тбілісі (Грузія), а кинджал — в Республіканському краєзнавчому музеї (Дагестан).
Основні сучасні заняття каратинців — скотарство (головним чином відгінне вівчарство) і орне землеробство (рільництво) — у горах, на своїй етнічній території, також садівництво, овочівництво, тваринництво (корови, вівці) на площині, у переселенців.

## Мова та писемність
Розмовляють власною, каратинською мовою, яка поділяється на низку говірок. В кожному аулі практично свою говірка, при цьому головною є в с. Карата (звідси походить назва цього етносу). Поширена серед них також аварська мова, частина населення використовує кумицьку. Писемність у каратинців спочатку існувала на основі арабської графіки — з кінця XVII — початку XVIII ст. до 1930-х років. За часів Радянської влади переведена на основу російської графіки.

## Традиції та побут
Традиційно суспільство являло собою незалежний союз сільських громад — джамаатів, основне соціальне ядро яких становили вільні скотарі-землероби (були водночас вояками). До 1920-х років зберігалося значення патріархальні кровноспоріднені об'єднання — тухуми. Традиційно переважала мала родина, до 1930-х років в силу господарської доцільності побутували форми нерозділеної сім'ї. Зберігалася господарська солідарність близьких родичів, якими вважалися рідні, двоюрідні, троюрідні, четвероюродной брати і сестри батька (переважно), матері та їхні діти.
Характерні два типи поселень: село і хутір. Хуторів було небагато. Планування селищ східчасто-купчасті. Розташовували селище так, щоб підхід до нього був можливий тільки з одного боку, як правило — по вузькій стежці. Будівлі зовнішнього ряду селища розташовувалися впритул один до одного і забезпечувалися бійницями. Підступи до селища і найбільш вразливі місця зміцнювалися кам'яними трьох-чотирьох ярусними бойовими вежами.
Найбільш типове житло — прямокутна в плані двоповерхова кам'яно-саманна або кам'яна будівля з господарськими службами на першому і житлом на другому поверхах. Широко застосовувалися аркові конструкції, декоративна кладка («ялинкою», «драбинкою»), кладка з полірованого каміння, застосовувалося декорування кам'яними рельєфами.
Традиційний одяг загальнодагестанського типу — чоловічий: туникоподібна сорочка, штани з вузькими штанинами, без кишень і ширінки, бешмет, черкеска, тип повстяної куртки, бурка, різні овчинні шуби і папахи, взуття із сиром'ятної шкіри, з місцевих сортів хрому, повстяна, дерев'яна. На поясі носили кинджал, ніж. Жіночий одяг складався з різних суконь-сорочок, відрізних по талії та розпашних суконь, пояса-пов'язки, очіпків-накосників чухту, 1-2 різновидів хутряних шуб, хусток, шалей; взуття як у чоловіків, за винятком чобіт і ноговиць. Жінки носили срібні прикраси.
Традиційна їжа каратинців — борошняна і м'ясо-молочна. Основні страви: різновиди хінкалі, коржі, кислий і прісний хліб, тісто толокна, каші, юшки, сир, масло, ковбаси, пироги типу чуду (із зеленню, сиром, м'ясом) та ін.
У сучасному побуті зберігаються багато елементів традиційної культури — шанування старших, весільні та сімейні обряди, звичаї гостинності тощо.

## Релігія
Переважно є мусульманами-сунітами. Збереглися елементи традиційної міфології, пов'язані з культами природи, її об'єктів і сил, предків, тварин, з вірою в демонів — носіїв злого чи доброго початку, чортів, джинів, різних духів.